# Northrop X-4 Bantam
Northrop X-4 Bantam — прототип малого двореактивного літака, виготовленого Northrop Corporation у 1948 році. У нього не було горизонтального хвостового оперення, натомість він залежав від комбінованих поверхонь висоти та елеронів (називаються елевонами) для керування кутами тангажу та крену, майже точно так само, як ракетний винищувач Люфтваффе Messerschmitt Me.163 подібного формату. Деякі аеродинаміки припускали, що усунення горизонтального хвостового оперення також усуне проблеми стабільності на високих швидкостях (звані ударним зривом), які є результатом взаємодії надзвукових ударних хвиль від крил і горизонтальних стабілізаторів. Ідея мала переваги, але тогочасні системи управління польотом завадили X-4 досягти будь-якого успіху.

## Розробка
Два X-4 були побудовані корпорацією Northrop, але перший виявився механічно несправним, і після десяти польотів його приземлили та використовували для забезпечення запчастинами для другого. Під час випробувань з 1950 по 1953 рік на дослідницькій станції високошвидкісних польотів NACA (нині авіабаза Едвардс) напівбезхвоста конфігурація X-4 виявила властиві проблеми поздовжньої стабільності (незмінність), коли вона наближалася до швидкості звуку. Було зроблено висновок, що (з наявною на той час технологією керування) безхвості апарати не підходять для трансзвукових польотів.
У 1940-х роках вважалося, що конструкція без горизонтальних стабілізаторів дозволить уникнути взаємодії ударних хвиль між крилом і стабілізаторами. Вважалося, що це було джерелом проблем стабільності на трансзвукових швидкостях до 0,9 Маха. Два літаки вже були побудовані з використанням напівбезхвостої конструкції — ракетний Me.163B Komet, який брав участь у боях Люфтваффе нацистської Німеччини під час Другої світової війни, та турбореактивний британський de Havilland DH.108 Swallow, побудований після війни. 11 червня 1946 року Повітряні сили армії Сполучених Штатів підписали контракт з компанією Northrop Aircraft Company на будівництво двох X-4. Компанія Northrop була обрана через її досвід роботи над конструкціями літаючих крил, таких як літаки N-9M, XB-35 і YB-49.
Отриманий літак був дуже компактним, достатньо великим, щоб вмістити два реактивних двигуна Westinghouse J30, пілота, прилади та 45-хвилинний запас палива. Майже всі роботи з технічного обслуговування літака можна було виконувати без використання драбини чи підставки для ніг. Людина, яка стояла на землі, могла легко дивитися в кабіну. Літак також мав розділені закрилки, які виконували функцію гальмування швидкості.

## Історія

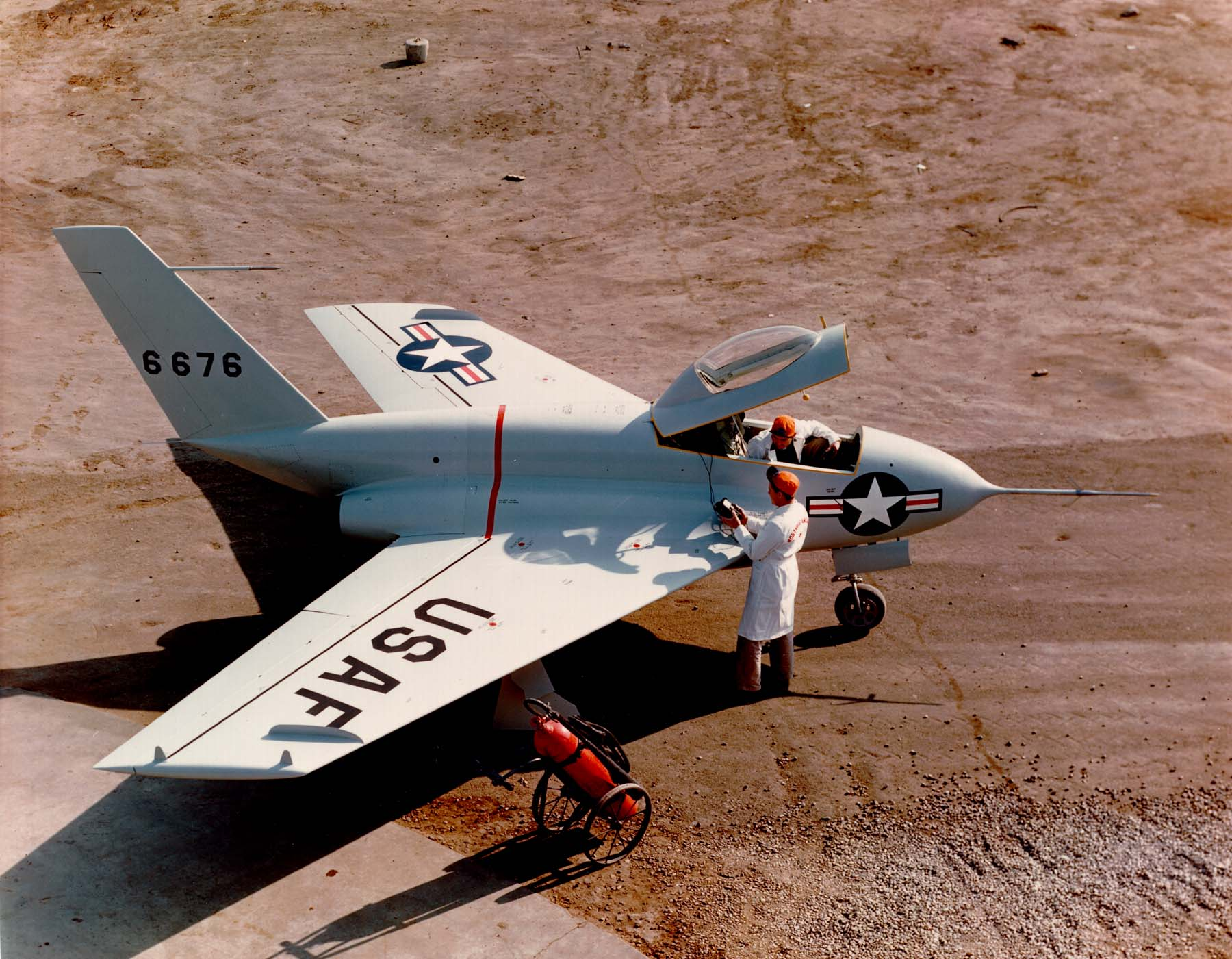
Підготовка до польоту

Перший X-4 (серійний номер 46-676) був доставлений на авіабазу Едвардс (на той час авіабаза Muroc), Каліфорнія, в листопаді 1948 року. Він пройшов випробування на рулінні та здійснив свій перший політ 15 грудня 1948 року з льотчиком-випробувачем Northrop Чарльзом Такером за кермом. Зимові дощі затопили Роджерс-Драй-Лейк незабаром після цього, перешкоджаючи додатковим польотам X-4 до квітня 1949 року. Перший X-4 виявився механічно ненадійним і здійснив лише десять польотів. Уолтер С. Вільямс, керівник підрозділу льотних випробувань NACA на авіабазі Muroc (нині Центр Дослідження Польотів Dryden), назвав літак «лимоном». Другий X-4 (серійний номер 46-677) був доставлений під час зупинки польотів і незабаром виявився набагато надійнішим. Всього виконав 20 рейсів підрядника. Незважаючи на це, програма польотів підрядника затягнулася до лютого 1950 року, перш ніж обидва літаки були передані ВПС і NACA. Перший X-4 ніколи більше не літав, використовувався як запасні частини для другого літака.
NACA підготувала другий X-4 для виконання короткої серії польотів з пілотами ВПС. Серед них Чак Єгер, Френк Кендалл Еверест-молодший, Ел Бойд, Річард Джонсон, Фред Аскані, Артур Мюррей і Джек Рідлі. Польоти були здійснені в серпні і вересні 1950 року. Перший політ пілота NACA здійснив Джон Х. Гріффіт 28 вересня 1950 року.
Перші польоти X-4, які тривали з кінця 1950 року до травня 1951 року, були зосереджені на чутливості літака до тангажу. Пілоти NACA Гріффіт і Скотт Кроссфілд помітили, що коли швидкість X-4 наближалася до Маха 0,88 почалося різке коливання висоти, яке було подібне до їзди по пральній дошці. Підвищення швидкості також спричинило феномен підтягування, під час якого ніс нахилявся вниз, явище, яке також спостерігалося на прототипах Me.163A Anton у 1941 році. Що серйозніше, літак також демонстрував тенденцію «полювати» навколо всіх трьох осей. Цей комбінований поворот, нахил і крен, який посилювався зі збільшенням швидкості, був попередником інерційного зчеплення, яке стане серйозною проблемою в наступні роки.
Щоб виправити низьку стійкість, інженери проекту вирішили збільшити товщину задньої кромки закрилка/швидкісного гальма. Між верхньою та нижньою шарнірною кришкою/швидкісним гальмом у стилі «розкладачки» було додано дерев’яні смужки з бальзи, завдяки чому вони залишалися відкритими під кутом 5°. Перше випробування тупої задньої кромки було здійснено 20 серпня 1951 року пілотом NACA Волтером Джонсом. Друге випробування було проведено Кроссфілдом у жовтні. Результати були позитивними, і Джонс зазначив, що льотні якості X-4 були значно покращені, і літак не мав проблем з керуванням по тангажу на швидкості до Маха 0,92.
Смуги з бальзи було видалено, і X-4 потім здійснив довгу серію польотів, щоб перевірити характеристики посадки. Відкривши гальма швидкості, підйомна сила літака могла бути зменшена до рівня менше 3:1. Це були дані для майбутніх літаки з ракетними двигунами. Випробування тривали до жовтня 1951 року, поки через витік палива з бака крила літак не змусили зупинити літак до березня 1952 року, коли посадкові випробування відновилися. Пілоти NACA Джо Вокер, Стенлі Бутчард і Джордж Купер також були перевірені в літаку.
Випробування потовщених закрилків/швидкісних гальм були обнадійливими, тому смуги з бальзового дерева були перевстановлені як на закрилки/швидкісні гальма, так і на елевони. Перший політ Джонс здійснив 19 травня 1952 року, але один із двигунів був пошкоджений під час польоту, і тільки в серпні вдалося знайти заміну двигуну J30. Коли польоти відновилися, вони показали, що модифікації покращили стабільність як по тангажу, так і по рисканню, а також затримали зміни триммера опускання носа з Маха 0,74 до Маха 0,91. Вище Маха 0,91, однак X-4 все ще коливався.
У травні 1953 року смуги з бальзового дерева знову були видалені, і динамічна стійкість X-4 була вивчена в оригінальній конфігурації закрилок/швидкісне гальмо та елевон. Ці польоти здійснили Кроссфілд і Джон Б. Маккей. Це був останній проект для X-4, який здійснив свій 81-й і останній політ NACA 29 вересня 1953 року. Обидва літаки витримали програму випробувань. Перший X-4, серійний номер AF 46-676, був переданий до Академії ВПС США, Колорадо-Спрінгс, Колорадо, а потім повернутий на базу ВПС Едвардс. 46-676 було відреставровано станом на серпень 2012 року та зараз зберігається в сховищі в очікуванні розміщення в Музеї Едвардса. Другий X-4 потрапив до Національного музею ВПС Сполучених Штатів на базі ВПС Райт-Паттерсон поблизу Дейтона, штат Огайо, де він і досі виставлений.
Першочергова важливість X-4 полягала в тому, щоб довести негатив, оскільки конструкція напівбезхвоста зі стрілоподібним крилом не підходила для швидкостей близько 1 Маха, хоча літак F7U Cutlass від компанії Vought виявився чимось на зразок контрприкладу — розроблена версія літака була першою що демонструвала відділення магазинів вище Маха 1. Таким чином авіаконструктори змогли уникнути цього глухого кута. Лише після розробки ЕДСК такі конструкції стали практичними. Напівбезхвості конструкції з'явилися на X-36, Have Blue, F-117 і Bird of Prey, хоча всі ці літаки значно відрізнялися за формою від X-4. Тенденція під час програми випробувань вже була в напрямку дельта-літаків і модифікованих дельта-літаків, таких як Douglas F4D, Convair F-102A, створений на основі XF-92A, і Avro Vulcan.

## Літаки на виставці
- Уцілілий Х-4 з бортовим номером 6677 виставлений у Національному музеї ВПС США в Дейтоні, штат Огайо.[3]
- Уцілілий X-4, серійний номер 46-676, виставлений у Музеї льотних випробувань на авіабазі Едвардс, Едвардс, Каліфорнія.[4]

## Технічні характеристики (X-4)
Загальні характеристики
- Екіпаж: 1
- Довжина: 7,09 м
- Розмах крил: 8.18 м
- Висота: 4.52 м
- Площа крила: 19 м2
- Аеродинамічний профіль: NACA 0010-64[5]
- Порожня вага: 2,498 кг
- Максимальна злітна вага: 3,547 кг
- Двигуни: 2 турбореактивні двигуни Westinghouse J30 WE-7 / WE-9, тяга 7,1 кН кожен

Продуктивність
- Максимальна швидкість: 1,006 км/год
- Діапазон: 680 км
- Практична стеля: 12,900 м
- Швидкість підйому: 39 м/с

## Дивись також
Літак порівнянної ролі, конфігурації та епохи
- DH.108 Swallow
- Messerschmitt Me.163
- Lippisch P.15

Пов'язані статті
- Список польотів X-4